# Marcus Malone
Marcus "The Magnificent" Malone, ameriški tolkalist in ustanovni član rock skupine Santana, * 29. julij 1944, † 12. oktober 2021

## Kariera
Santana je bila ustanovljena leta 1967 v San Franciscu. Malone je bil tolkalist skupine, specializiran za latin percussion. Skupina, ki je bila izvorno znana pod imenom "Santana Blues Band", je slavo dosegla z nastopom na festivalu Woodstock in kasneje izdajo debitantskega albuma Santana. Malone je v tem času že zapustil skupino, ker je bil obtožen umora in je začel s prestajanjem kazni v zaporu San Quentin State Prison v Marin Countyju.
Od izpustitve iz zapora, leta 1973, je Malone živel na ulicah Oaklanda vse do decembra 1973, ko ga je odkril reporter KRON-TV-ja, Stanley Roberts. Zatem se je Malone srečal s Carlosom Santano, ki ga je povabil k snemanju novega albuma, Santana IV. Na koncu Malone ni snemal albuma.
18. junija 2016 se je Malone hudo poškodoval s kolesom, ki je odletel od avta, ki je vozil mimo, in ga vrgel na pločnik. Zatem je bil Malone odpeljan na oživljanje v bolnišnico Oakland's Highland Hospital. Umrl je oktobra 2021.

## Diskografija

### Santana
- Live at the Fillmore 1968 (1997)
- The Very Best of Santana (Live in 1968) (2007)